# 私が、生きる肌
『私が、生きる肌』（わたしがいきるはだ、スペイン語: La piel que habito、英語: The Skin I Live In）は、ペドロ・アルモドバル監督・脚本による2011年のスペイン映画である。ティエリ・ジョンケの小説『蜘蛛の微笑』を原作としている。
日本では2011年9月15日に第8回ラテンビート映画祭で上映され、2012年5月26日に一般劇場公開された。

## 物語
世界的な形成外科医ロベル・レガルが暮らすトレドの大邸宅の一室に、ベラと名乗る美しい女性が、レガル家で古くから働く初老の家政婦マリリアの監視の下、軟禁されている。ベラはロベルの妻ガルに瓜二つであるが、実はガルは12年前に交通事故で全身火傷を負い、非業の死を遂げていた。その後、ロベルは妻を救えたかも知れない「完璧な肌」を作り出すことに執念を燃やし、自らの開発した人工皮膚を使って、ベラを実験台にして彼女を亡き妻の姿に作り変えていたのだ。ベラはそんなロベルを誘惑するが、ロベルはベラに惹かれつつも彼女の誘惑を拒む。
そんな或る日、マリリアの息子セカが強盗を働いて指名手配され、匿ってくれと屋敷に現れる。マリリアはセカを渋々屋敷の中に入れるが、セカはベラの存在を知ると、ロベルが留守であることをいい事に、無理矢理ベラの軟禁されている部屋に押し込み、ベラをガルと思い込んで犯す。ベラは自分を屋敷から救い出してくれと頼み、セカの望むままに抱かれる。ちょうどその時にロベルが帰宅し、セカを射殺する。ロベルがセカの遺体を埋めている間、マリリアはセカがロベルの父違いの弟であり、ロベルの実母が自分であることをベラに語る。セカの父親は使用人だが、ロベルの父親は先代のレガル家の主人であり、正妻に子ができなかったため、主人とマリリアの間に生まれた子をレガル家が引き取り、マリリアに世話をさせて育てたのだ。そして、今回と同じように警察から逃れて来たセカを匿ったことを切っ掛けに、ロベルの妻ガルがセカと不倫関係になり、駆け落ちの途中で交通事故に遭って大火傷を負ったこと、又一命は取り留めたにもかかわらず、自らの焼け爛れた姿を苦にして部屋の窓から投身自殺したこと、更にロベルとガルの娘ノルマが母の自殺を目撃して心に大きな傷を負い、その後同じように自殺したことを、マリリアはベラに語って聞かせる。
その夜、ロベルとベラは肉体関係を結ぶが、セカの陰茎によりベラの性器が傷付けられた為に、挿入することができないまま、2人は眠ることにする。そして、2人の回想として、ベラの正体が明かされる。
6年前、ロベルと娘ノルマは知人の披露宴に出席していた。ノルマは母の非業の死で精神を病んでいたが、その頃には状態が落ち着いており、披露宴会場で出会った地元の仕立て屋の息子ビセンテと一目で惹かれ合う。薬とアルコールの勢いも有り、2人は庭の叢で関係を結ぼうとするが、その途中でノルマが発狂する。慌てたビセンテはノルマを殴って気絶させて逃げ出すが、その様子をロベルに目撃されてしまう。ノルマは完全に正気を失い、父であるロベルのことすら分からなくなる。ロベルは娘の復讐の為に、ビセンテを誘拐して監禁する。そしてノルマが自殺すると、ロベルは屋敷内の手術室でビセンテに性別適合手術を施す。更にロベルはビセンテの顔を整形し、自ら開発した人工皮膚を使って亡き妻ガルに似せて行くと、「彼女」にベラの名を与えたのだった。
ロベルを愛していると云うベラをロベルは信用する。そして漸く結ばれることになった2人だったが、ロベルが油断した隙に、ベラはロベルが隠し持っていた拳銃を盗み出すと、ロベルを撃ち殺す。銃声を聞いて駆け付けたマリリアも撃ち殺したベラは、屋敷を逃げ出し、生まれ故郷に戻る。そして自分がビセンテであることを実母に告げる。

## キャスト
※括弧内は日本語吹替
- ロベル・レガル - アントニオ・バンデラス（吉見一豊）

天才医師。妻であるガルを亡くしている。
- ベラ・クルス - エレナ・アナヤ（佐藤あかり / 美斉津恵友）

ガルと瓜二つの美女。監禁されている。
- マリリア - マリサ・パレデス（菅原チネ子）

レガル家で古くから働く初老の家政婦。
- ビセンテ - ジャン・コルネット（英語版）（美斉津恵友）

地元の仕立て屋の息子。
- セカ - ロベルト・アラモ（内田龍麿）

マリリアの息子。
- ノルマ - ブランカ・スアレス（福谷真衣）

ロベルの娘。
- ビセンテの母親 - スシ・サンチェス（瀬田ひろ美）

## 製作
ペドロ・アルモドバルは、本作公開の10年前に原作を読んだ。時間をかけて脚色し、ジョルジュ・フランジュの『顔のない眼』とフリッツ・ラング脚本のスリラー映画に影響を受けた。
2002年、監督はアントニオ・バンデラスとペネロペ・クルスを主演としてプロジェクトを発表したが、最終的にバンデラスとエレナ・アナヤに落ち着いた。製作会社はエル・デセオで、製作費は1000万ユーロである。
主要撮影は2010年8月23日に始まり、4ヶ月後に完了した。ロケはサンティアゴ・デ・コンポステーラやマドリードなどで行われた。

## 公開

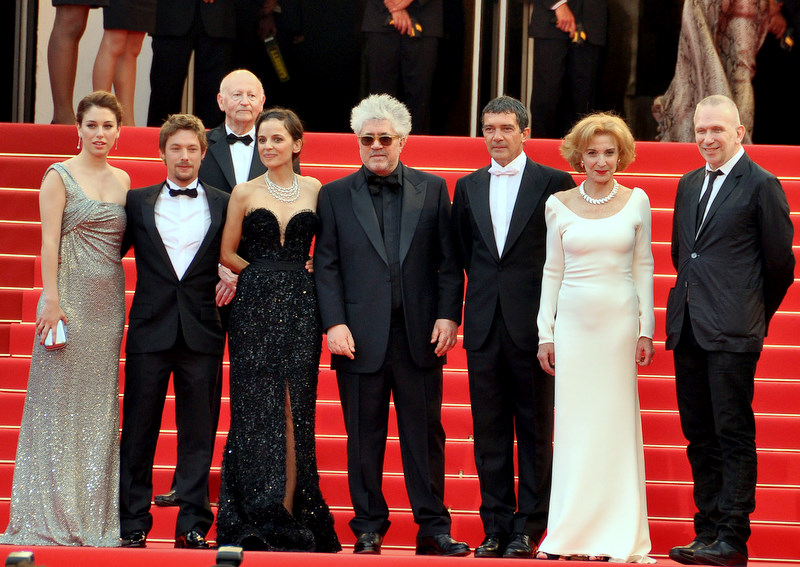
カンヌ国際映画祭プレミア上映時のキャストと監督。左から、ブランカ・スアレス、ジャン・コルネット、エレナ・アナヤ、アルモドバル、アントニオ・バンデラス、マリサ・パレデス、ジャン＝ポール・ゴルチエ。

2011年5月19日に第64回カンヌ国際映画祭のコンペティション部門でプレミア上映された。

### 受賞とノミネート
| 賞                               | 部門               | 候補                     | 結果       |
| -------------------------------- | ------------------ | ------------------------ | ---------- |
| カンヌ国際映画祭                 | パルム・ドール     | ペドロ・アルモドバル     | ノミネート |
| ゴールデングローブ賞             | 外国語映画賞       | 『私が、生きる肌』       | ノミネート |
| 英国アカデミー賞                 | 非英語作品賞       | 『私が、生きる肌』       | 受賞       |
| 英国インディペンデント映画賞     | 外国映画賞         | 『私が、生きる肌』       | ノミネート |
| ヨーロッパ映画賞                 | 美術賞             | アンチョン・ゴメス       | ノミネート |
| ヨーロッパ映画賞                 | 音楽賞             | アルベルト・イグレシアス | ノミネート |
| オクラホマ映画批評家協会賞       | 外国語映画賞       | 『私が、生きる肌』       | 受賞       |
| オンライン映画批評家協会賞       | 外国語映画賞       | 『私が、生きる肌』       | ノミネート |
| シカゴ映画批評家協会賞           | 外国語映画賞       | 『私が、生きる肌』       | ノミネート |
| ヒューストン映画批評家協会賞     | 外国語映画賞       | 『私が、生きる肌』       | ノミネート |
| フェニックス映画批評家協会賞     | 外国語映画賞       | 『私が、生きる肌』       | 受賞       |
| フロリダ映画批評家協会賞         | 外国語映画賞       | 『私が、生きる肌』       | 受賞       |
| ロンドン映画批評家協会賞         | 外国語映画賞       | 『私が、生きる肌』       | ノミネート |
| ワシントンD.C.映画批評家協会賞   | 外国語映画賞       | 『私が、生きる肌』       | 受賞       |
| クリティクス・チョイス・アワード | 外国語映画賞       | 『私が、生きる肌』       | ノミネート |
| サターン賞                       | ファンタジー映画賞 | 『私が、生きる肌』       | ノミネート |
| サターン賞                       | 主演男優賞         | アントニオ・バンデラス   | ノミネート |
| サターン賞                       | 助演女優賞         | エレナ・アナヤ           | ノミネート |
| サターン賞                       | メイクアップ賞     | タマル・アビブ           | ノミネート |
| サターン賞                       | 国際映画賞         | 『私が、生きる肌』       | 受賞       |